# イタリアの交通

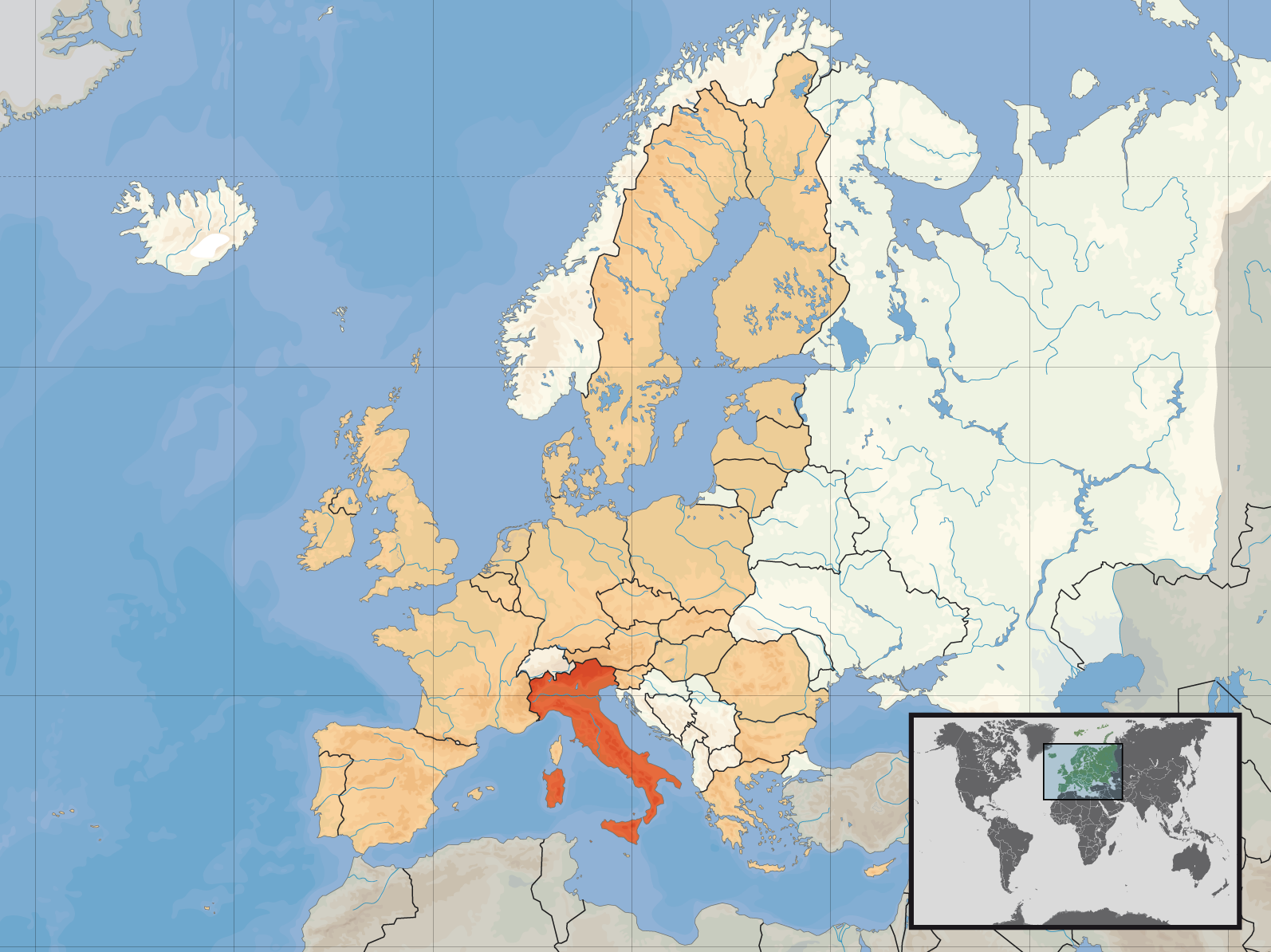
ヨーロッパ連合にあるイタリア

イタリアでは、公営・私営の交通機関が開発されている。イタリアの鉄道網は、特にバスや飛行機の利便性が薄れる（これらの手段もいくらかは利用されている）北イタリアにおいて、特に普及している。多くの私鉄が、通勤用の路線を運営する一方で、国鉄（フェッロヴィーエ・デッロ・スタート）は、ナポリからミラノ、トリノのような北部都市までの主要都市を結ぶ、洗練された高速鉄道路線を運営している。イタリアには、平均して12.46 km2（世界7位）の土地に1 kmの線路が存在し、そこに2,507人の住人がいる。
イタリアの道路網は、広範囲に及んでおり、全長は約487,700 kmである。これには、ほとんどが有料道路である、広域にわたる高速道路ネットワーク（6,400 km）や、国道、地方道も含まれる。
イタリアにはまた、その長い海岸線のため、物資や乗客の輸送を行う多くの港湾が存在する。エトルリアやギリシャの時代から、船乗りの半島であった。

## 鉄道

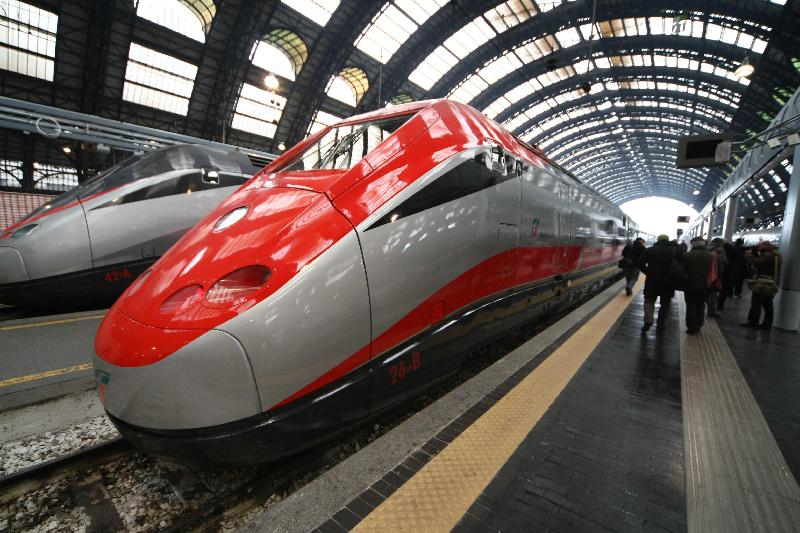
高速鉄道のフレッチャロッサ

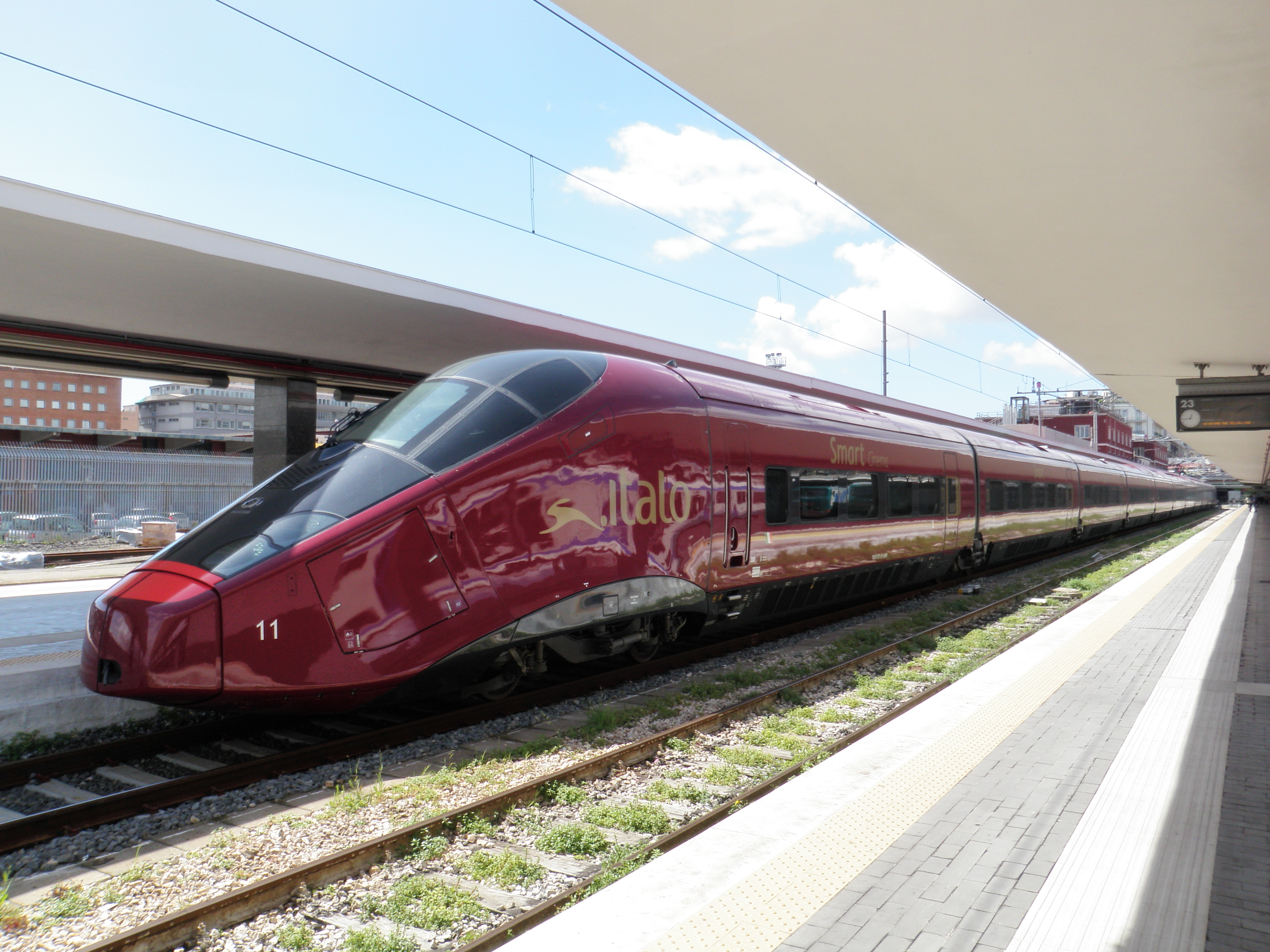
NTVの新しい高速鉄道、イタロ。最高速度は360 km/h

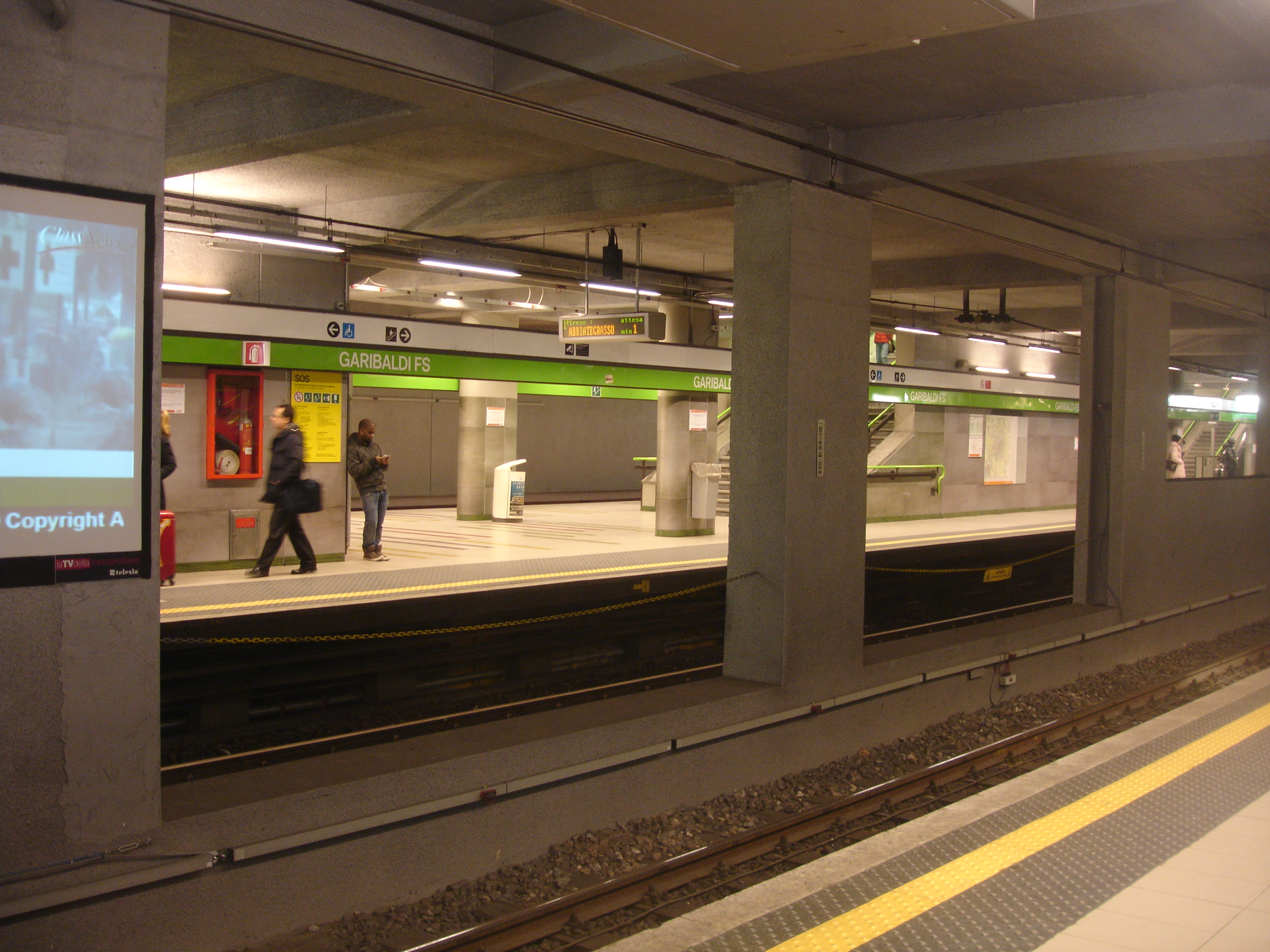
イタリア最大の地下鉄である、ミラノ地下鉄の駅

イタリアの鉄道網は、全長19,394 km (12,051 mi)であり、このうち18,071 km (11,229 mi)は標準軌、11,322 km (7,035 mi)は電化区間である。狭軌には、以下の種類がある。 
- 1,000 mm (3 ft 3+3⁄8 in) - 全長112 km (70 mi)（全電化）
- 950 mm (3 ft 1+3⁄8 in) - 全長1,211 km (752 mi)（うち153 km (95 mi)電化）

### 高速鉄道
イタリアの高速鉄道は現在、全ての地方の主要都市を結ぶ2路線からなる。最初の路線は、ミラノからボローニャ、フィレンツェ、ローマ及びナポリ経由でサレルノまでを、2番目の路線は、トリノからミラノ経由でヴェネツィアを結んでおり、この路線は建設途中である。鉄道は、300 km/h (190 mph)以上の最高速度を想定して設計されている。
NTVのような他の会社は、トレニタリアを、2012年から同じ路線で運行させ競合している。

### 地下鉄
地下鉄の走る都市：
| 都市       | 名称             | 路線数 | 全長 (km) | 駅数 | 開通 |
| ---------- | ---------------- | ------ | --------- | ---- | ---- |
| カターニア | カターニア地下鉄 | 1      | 4         | 6    | 1999 |
| ジェノヴァ | ジェノヴァ地下鉄 | 1      | 7.1       | 8    | 1990 |
| ミラノ     | ミラノ地下鉄     | 4      | 92        | 101  | 1964 |
| ナポリ     | ナポリ地下鉄     | 2      | 15.8      | 19   | 1993 |
| ローマ     | ローマ地下鉄     | 2      | 41.5      | 52   | 1955 |
| トリノ     | トリノ地下鉄     | 1      | 13.2      | 21   | 2006 |

通勤列車の走る都市：
- バーリ（バーリ・メトロポリタン鉄道（英語版））
- ミラノ（ミラノ近郊鉄道）
- ナポリ - 5路線
- パレルモ（パレルモ・メトロポリタン鉄道（英語版））
- ローマ - 8路線（FR線）

### 近隣国との接続

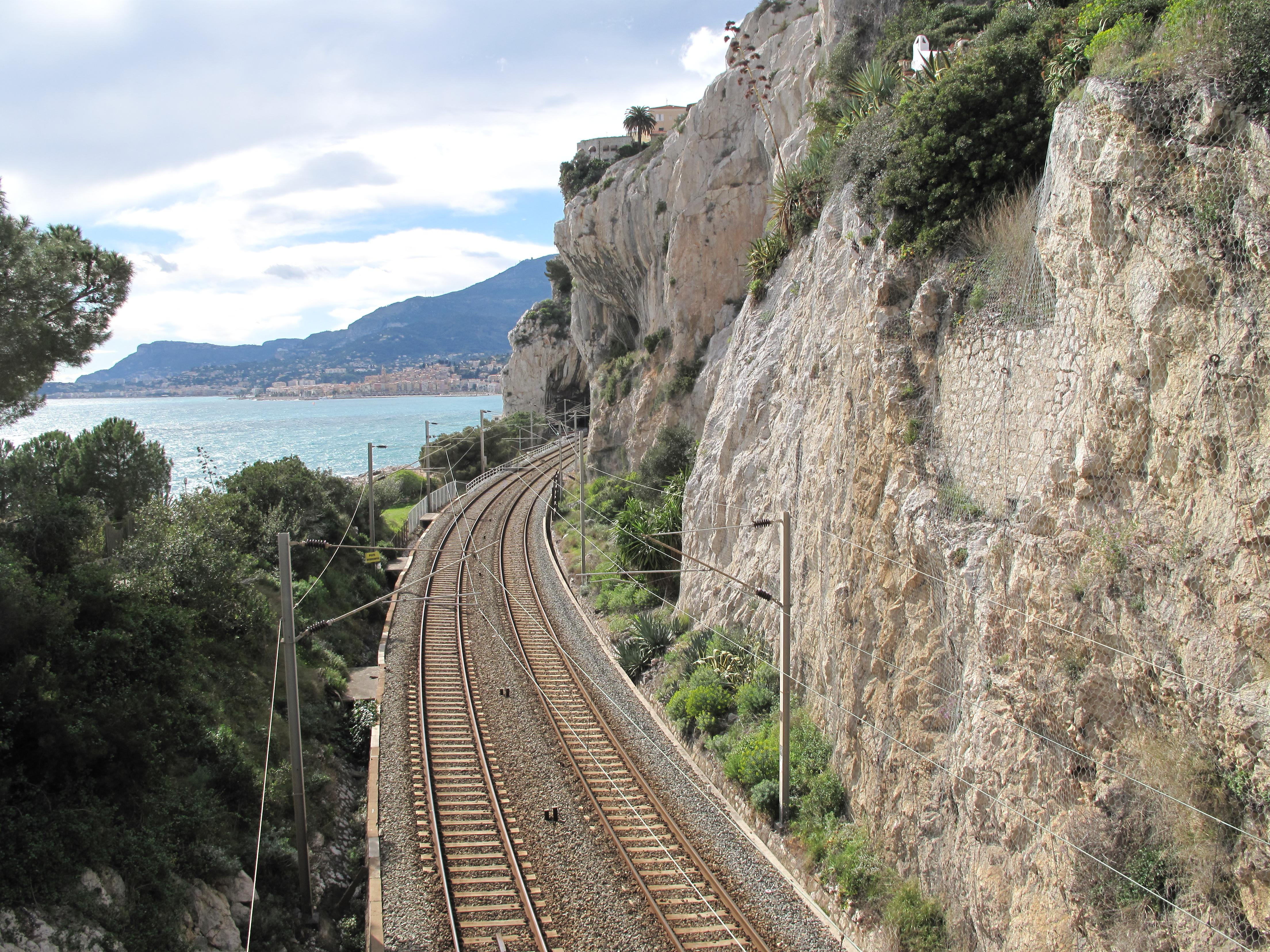
フランスとの国境に近いヴェンティミーリアを走るマルセイユ-ヴェンティミーリア線

イタリアの主要鉄道、トレニタリアは、イタリアからフランス、スイス、オーストリア及びスロベニアを繋ぐ路線を運営している。チザルピーノ（トレニタリアとSBBに所有された）、レーティッシュ鉄道、SNCFといった他社も、国際路線を運営している。また、バチカンも時々使用される鉄道によって結ばれている。サンマリノには、かつてイタリアと結ぶ狭軌の鉄道が存在したが、1944年に廃止された。

### 駅
イタリアの年間乗降客数の多い駅10：
| 駅名                                       | 年間乗降客数 (万人) |
| ------------------------------------------ | ------------------- |
| ボローニャ中央駅                           | 5,800               |
| フィレンツェ・サンタ・マリア・ノヴェッラ駅 | 5,900               |
| ジェノヴァ・プリンチペ広場駅               | 2,400               |
| ミラノ中央駅                               | 12,000              |
| ナポリ中央駅                               | 5,000               |
| ローマ・テルミニ駅                         | 15,000              |
| トリノ・ポルタ・ヌオーヴァ駅               | 7,000               |
| ヴェネツィア・メストレ駅                   | 3,100               |
| ヴェネツィア・サンタ・ルチーア駅           | 3,000               |
| ヴェローナ・ポルタ・ヌオーヴァ駅           | 2,500               |

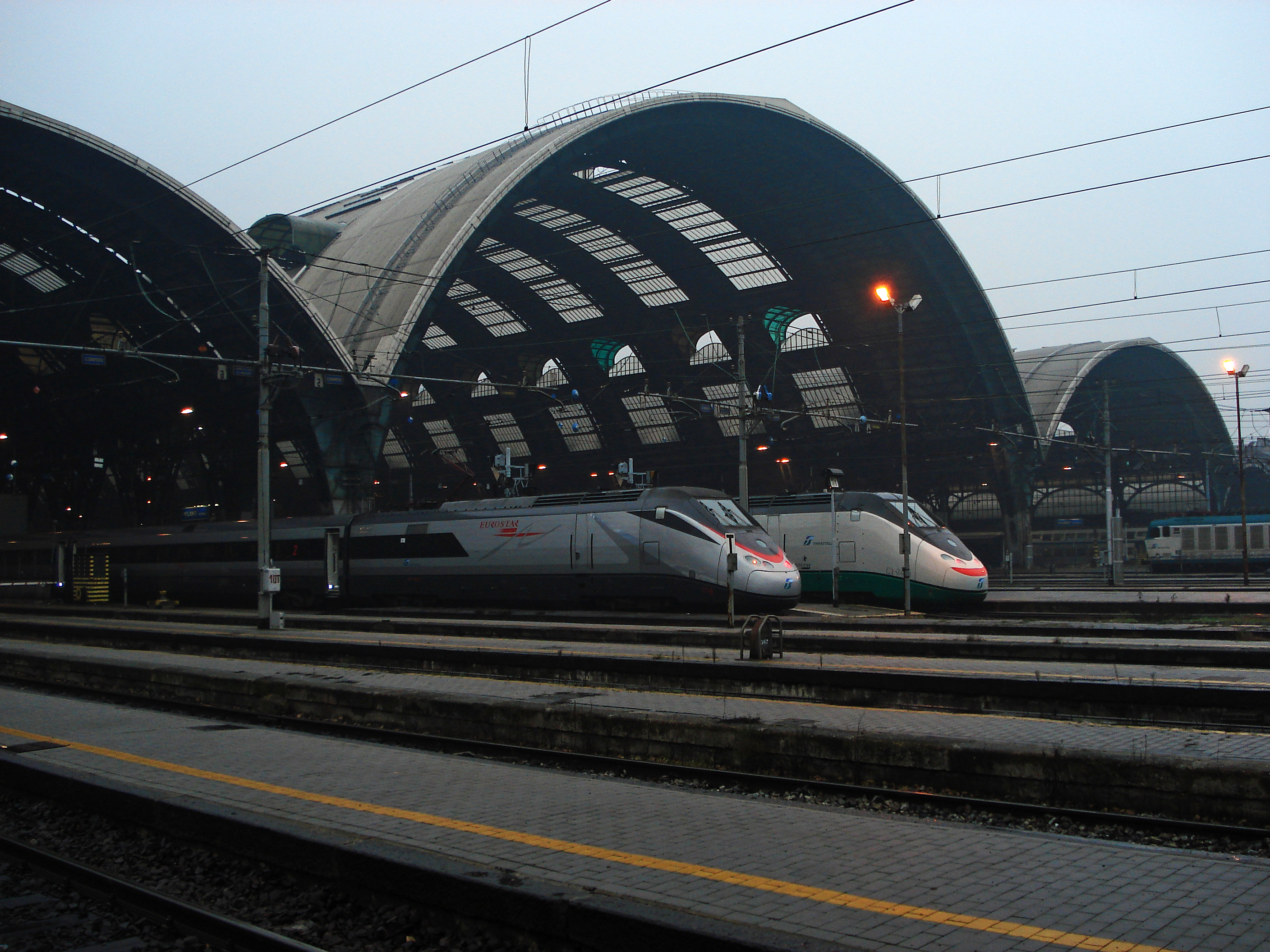
ローマ・テルミニ駅に次いで国内で2番目に忙しい、ミラノ中央駅

背景を着色している駅は、高速鉄道が乗り入れている

## 道路

イタリアの高速道路網

イタリアの高速道路（アウトストラーダ）は、緑のサインで識別される

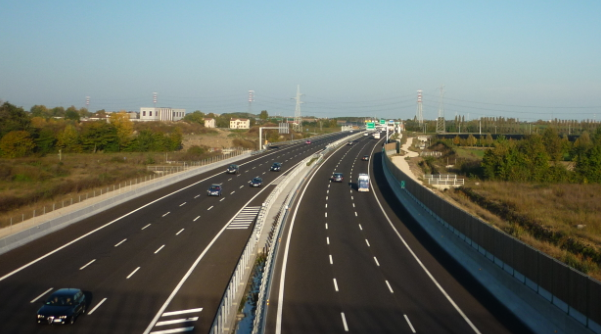
イタリアの高速道路

イタリアは、2010年時点で、1,000人あたり690台の自動車があり、1人あたりの所有する台数が最も多い国の1つである。イタリアには、全長487,700 kmの舗装道路があり、このうち6,400 kmが、最高速度130 km/h (81 mph)の高速道路である。町内の制限速度は一般には50 km/h (31 mph)であり、30 km/h (19 mph)の場所もある。

## 水路
限られた値ではあるが、イタリアには、様々なタイプの商用交通用である航行可能な2,400 km (1,491 mi)の水路がある。

## 港湾

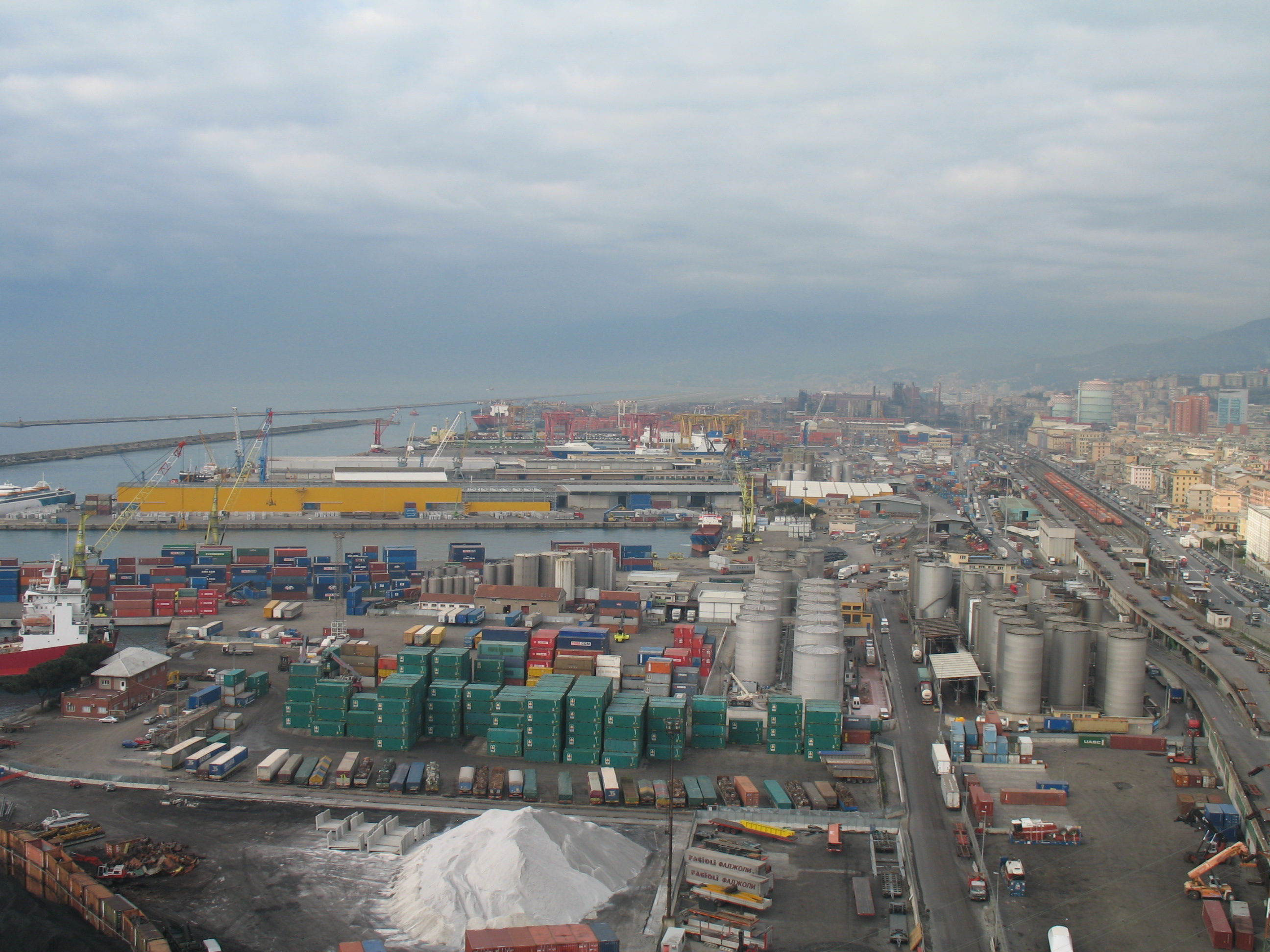
ジェノヴァはイタリアで最も忙しい海港の1つである

| イタリアの港湾一覧 |
| --- |
| - アンコーナ - アルバタクス - アウグスタ - バーリ - ブリンディジ - カリャリ - カターニア - チヴィタヴェッキア - ジェノヴァ - ジョイア・タウロ - ラ・スペツィア - リヴォルノ - メッシーナ - ミラッツォ - ナポリ - オルビア - パレルモ - ポルト・トッレス - ラヴェンナ - サレルノ - サヴォーナ - ターラント - トリエステ - ヴェネツィア |

| 港                 | 州                                 | 1,000トン | %     |
| ------------------ | ---------------------------------- | --------- | ----- |
| ターラント         | プッリャ州                         | 49,522    | 9.4   |
| ジェノヴァ         | リグーリア州                       | 46,469    | 8.8   |
| トリエステ         | フリウリ＝ヴェネツィア・ジュリア州 | 37,195    | 7.1   |
| ジョイア・タウロ   | カラブリア州                       | 31,527    | 6.0   |
| ラヴェンナ         | エミリア＝ロマーニャ州             | 30,075    | 5.7   |
| ヴェネツィア       | ヴェネト州                         | 29,920    | 5.7   |
| リヴォルノ         | トスカーナ州                       | 28,667    | 5.4   |
| アウグスタ         | シチリア州                         | 26,849    | 5.1   |
| ポルト・フォクシー | サルデーニャ州                     | 26,407    | 5.0   |
| サンタ・パナギア   | シチリア州                         | 17,305    | 3.3   |
| ラ・スペツィア     | リグーリア州                       | 17,014    | 3.2   |
| サヴォーナ-ヴァド  | リグーリア州                       | 16,370    | 3.1   |
| ミラッツォ         | シチリア州                         | 15,405    | 2.9   |
| オルビア           | サルデーニャ州                     | 12,875    | 2.4   |
| ブリンディジ       | プッリャ州                         | 10,767    | 2.0   |
| その他             |                                    | 129,851   | 24.7  |
| イタリア           |                                    | 526,218   | 100.0 |

| 港                         | 州             | 1,000人 | %     |
| -------------------------- | -------------- | ------- | ----- |
| メッシーナ                 | シチリア州     | 10,380  | 11.5  |
| レッジョ・ディ・カラブリア | カラブリア州   | 10,116  | 11.2  |
| カプリ島                   | カンパニア州   | 7,169   | 8.0   |
| ナポリ                     | カンパニア州   | 6,185   | 6.9   |
| ピオンビーノ               | トスカーナ州   | 5,036   | 5.6   |
| ポルトフェッラーイオ       | トスカーナ州   | 3,927   | 4.4   |
| オルビア                   | サルデーニャ州 | 3,567   | 4.0   |
| リヴォルノ                 | トスカーナ州   | 3,251   | 3.6   |
| チヴィタヴェッキア         | ラツィオ州     | 2,677   | 3.0   |
| ジェノヴァ                 | リグーリア州   | 2,510   | 2.8   |
| ラ・マッダレーナ           | サルデーニャ州 | 2,374   | 2.6   |
| パラオ                     | サルデーニャ州 | 2,364   | 2.6   |
| イスキア・ポルト           | カンパニア州   | 2,342   | 2.6   |
| パレルモ                   | シチリア州     | 1,949   | 2.2   |
| ソレント                   | カンパニア州   | 1,887   | 2.1   |
| その他                     |                | 24,423  | 27.1  |
| イタリア                   |                | 90,157  | 100.0 |

## 空港
イタリアには、2010年時点で合計132の空港があり、このうち101に舗装滑走路がある。
- 3,047 m以上: 9
- 2,438〜3,047 m: 30
- 1,524〜2,437 m: 18
- 914〜1,523 m: 31
- 914 m未満: 13

2010年時点での未舗装滑走路のある空港
- 合計: 31
- 1,524〜2,437 m: 1
- 914〜1,523 m: 11
- 914 m未満: 19

### 大規模空港トップ10

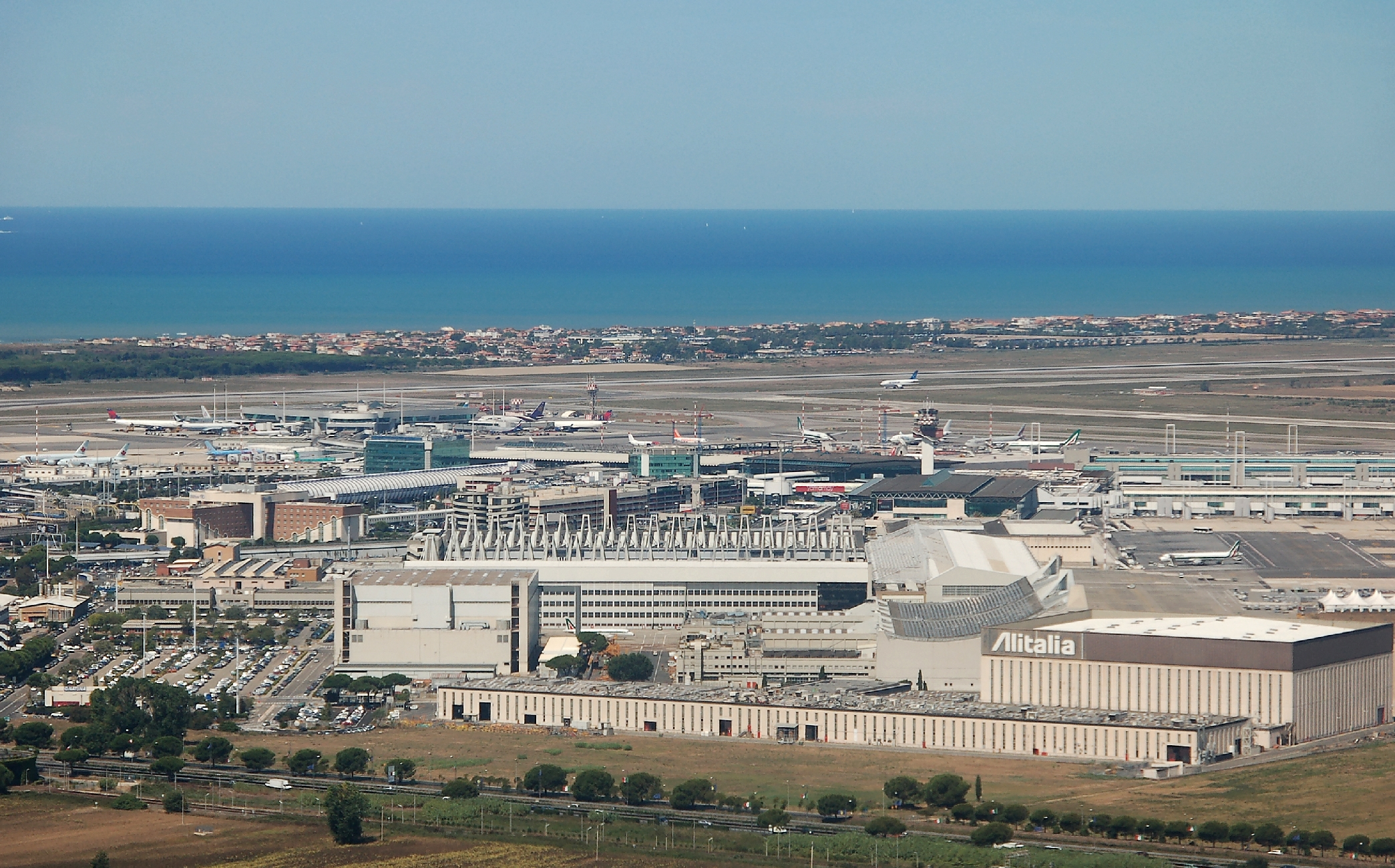
イタリアで最も忙しい、ローマ・フィウミチーノ空港

以下は、2009年時点でイタリアの最も忙しい空港トップ10の一覧である。
| 空港                                     | 便数      | 乗客数     | 乗客数     | 乗客数      | 貨物 (トン) | 貨物 (トン) | 貨物 (トン) |
| ---------------------------------------- | --------- | ---------- | ---------- | ----------- | ----------- | ----------- | ----------- |
| 空港                                     | 便数      | 到着       | 出発       | 合計        | 到着        | 出発        | 合計        |
| ローマ・フィウミチーノ国際空港           | 311,679   | 16,150,965 | 16,294,531 | 32,445,496  | 64,069      | 72,001      | 136,070     |
| ミラノ・マルペンサ国際空港               | 169,389   | 7,946,725  | 7,885,436  | 15,832,161  | 159,687     | 167,382     | 327,069     |
| ミラノ・リナーテ国際空港                 | 92,884    | 4,160,526  | 4,130,569  | 8,291,095   | 7,972       | 8,532       | 16,504      |
| ヴェネツィア・テッセラ空港               | 67,160    | 3,220,072  | 3,216,922  | 6,436,994   | 12,511      | 13,005      | 25,516      |
| ボローニャ・ボルゴ・パニゴーレ空港       | 53,022    | 2,117,111  | 2,124,922  | 4,242,033   | 6,920       | 8,887       | 15,807      |
| ナポリ・カポディキーノ国際空港           | 52,367    | 2,406,886  | 2,426,418  | 4,833,304   | 1,935       | 1,142       | 3,077       |
| ボローニャ・オーリオ・アル・セーリオ空港 | 52,120    | 3,310,447  | 3,325,468  | 6,635,915   | 4,597       | 4,951       | 9,548       |
| カターニア・フォンターナロッサ空港       | 50,503    | 2,768,158  | 2,794,629  | 5,562,787   | 5,229       | 3,204       | 8,433       |
| ファルコーネ＝ボルセリーノ空港           | 46,182    | 2,089,904  | 2,071,786  | 4,161,690   | 1,618       | 1,656       | 3,274       |
| トリノ・カゼッレ空港                     | 42,649    | 1,494,395  | 1,494,981  | 2,989,376   | 794         | 625         | 1,419       |
| その他                                   | 333,181   | 15,470,588 | 15,507,497 | 30,978,085  | 37,396      | 32,991      | 70,387      |
| 合計                                     | 1,271,136 | 61,135,777 | 61,273,159 | 122,408,936 | 302,728     | 314,376     | 617,104     |